# Anthology (Bryan Adams)
| Recensione | Giudizio |
| ---------- | -------- |
| AllMusic   | [ 6 ]    |

Anthology  è il terzo greatest hits del cantante rock canadese Bryan Adams pubblicato nel 2005 dalla Universal/Polydor.
La raccolta contiene canzoni registrate dal 1978 fino al 2005. I primi due dischi del set contengono canzoni registrate nel periodo 1980-2005. Un terzo disco, contenente un concerto registrato a metà del 2005 e già pubblicato in DVD col nome Live in Lisbon, è stato incluso in America del Nord per un periodo di tempo limitato. Tutte le canzoni sono in ordine cronologico del loro rilascio, tranne l'ultima canzone del primo disco dell'edizione nordamericana, che è stato pubblicato nel 1999. Il libretto incluso dell'album ha note sul processo delle registrazioni e dei crediti per ogni traccia. La collezione ha venduto più di 3 milioni di copie in tutto il mondo.

## Pubblicazione e ricezione
Anthology è co -prodotto da Adams, Robert John "Mutt" Lange e Bob Clearmountain, ha raggiunto la posizione numero 65 della Billboard 200. L'album è stato pubblicato il 18 ottobre 2005 e dispone di canzoni come Heat of the Night e Summer of '69. Anthology ha raggiunto la posizione numero 4 sulla Billboard Canadian Albums e il numero 29 sulla UK Albums Chart. È stato certificato due volte disco di platino in Canada e oro nel Regno Unito .

## Differenze nelle versioni
Sul primo disco, l'edizione nordamericana ha The Best of Me, come ultima traccia, mentre l'edizione internazionale ha tale canzone nel 2º disco, avendo All I Want Is You come ultima del traccia del primo disco.
Sul secondo disco, L'edizione del Nord America ha due brani del suo album Room Service e una nuova versione registrata di When You're Gone con Pamela Anderson al posto di Mel C, mentre l'edizione internazionale ha una nuova canzone, I'm Not the Man You Think I Am (dal film Colour Me Kubrick) al posto dei due brani di Room Service, e la versione originale di When You're Gone con Mel C al posto della nuova versione.
L'originale edizione in due dischi del Nord America è stato rimasterizzata e ristampata il 18 settembre 2007.

## Anthology Tour
Anthology Tour è il tour musicale a supporto della raccolta di successi Anthology 1980-2005, per festeggiare i 25 anni di carriera di Bryan Adams.
Il tour si è svolto in continuità con il precedente Room Service Tour.

## Versione internazionale

### CD 1
1. Remember – 3:41 (Adams, Vallance)
2. Lonely Nights – 4:46 (Adams, Vallance)
3. Straight from the Heart – 3:30 (Adams, Kagna)
4. Cuts Like a Knife – 5:16 (Adams, Vallance)
5. This Time – 3:18 (Adams, Vallance)
6. Run to You – 3:54 (Adams, Vallance)
7. Somebody – 4:44 (Adams, Vallance)
8. Heaven – 4:03 (Adams, Vallance)
9. Summer of '69 – 3:35 (Adams, Vallance)
10. One Night Love Affair – 4:42 (Adams, Vallance)
11. It's Only Love (con Tina Turner) – 3:15 (Adams, Vallance)
12. Heat of the Night – 5:07 (Adams, Vallance)
13. Hearts on Fire – 3:30 (Adams, Vallance)
14. (Everything I Do) I Do It for You – 6:34 (Adams, Lange, Vallance)
15. Can't Stop This Thing We Started – 4:29 (Adams)
16. There Will Never Be Another Tonight – 4:40 (Adams, Lange, Vallance)
17. Thought I'd Died and Gone to Heaven – 5:58 (Adams, Vallance)
18. All I Want Is You – 5:20 (Adams)

### CD 2
1. Please Forgive Me – 5:55 (Adams, Lange)
2. All for Love (con Rod Stewart and Sting) – 4:46 (Adams, Lange, Kamen)
3. Have You Ever Really Loved a Woman? – 4:06 (Adams, Kamen, Lange)
4. Rock Steady (con Bonnie Raitt) (Live)) – 4:05 (Adams, Gretchen Peters)
5. The Only Thing That Looks Good on Me Is You – 3:37 (Adams, Lange)
6. Let's Make a Night to Remember – 6:19 (Adams, Lange)
7. Star – 3:42 (Adams, Lange)
8. Back to You (Live) – 3:35 (Adams, Lange)
9. I'm Ready (Live) – 4:42 (Adams, Vallance)
10. On a Day Like Today – 3:15 (Adams, Lange)
11. When You're Gone (feat. Melanie C) – 3:24 (Adams, Martin, Peters)
12. Cloud Number Nine (Chicane Mix) – 4:10 (Adams, Martin, Peters)
13. The Best of Me – 3:33 (Adams, Vallance)
14. Don't Give Up – 3:31 (Adams, Bracegirdle, Ray Hedges)
15. Here I Am – 4:40 (Adams, Zimmer, Peters)
16. Open Road – 3:30 (Adams, Eliot Kennedy)
17. 18 til I Die (Live) – 3:28 (Adams, Lange)
18. So Far So Good – 3:47 (Adams, Lange)
19. I'm Not the Man You Think I Am – 5:20 (Adams, Peters)

## Versione americana

### CD 1
1. Remember - 3:41
2. Lonely Nights - 4:46
3. Straight from the Heart - 3:30
4. Cuts Like a Knife - 5:16
5. This Time - 3:18
6. Run to You - 3:54
7. Somebody - 4:44
8. Heaven - 4:03
9. Summer of '69 - 3:35
10. One Night Love Affair - 4:42
11. It's Only Love - 3:15
12. Heat of the Night - 5:07
13. Hearts on Fire - 3:30
14. (Everything I Do) I Do It for You - 6:34
15. Can't Stop This Thing We Started - 4:29
16. There Will Never Be Another Tonight - 4:40
17. Thought I'd Died and Gone to Heaven - 5:58
18. The Best of Me - 3:48

### CD 2
1. Please Forgive Me - 5:03
2. All for Love - 4:46
3. Have You Ever Really Loved a Woman? - 4:06
4. Rock Steady (live) - 5:16
5. The Only Thing That Looks Good on Me Is You - 3:37
6. Let's Make a Night to Remember - 6:19
7. Star - 3:42
8. Back to You (live) - 3:35
9. I'm Ready (live) - 4:42
10. On a Day Like Today - 3:15
11. Cloud Number Nine - 4:04
12. Here I Am - 4:40
13. This Side Of Paradise - 4:15
14. Why Do You Have To Be So Hard To Love? - 2:31
15. Open Road - 4:40
16. 18 til I Die (live) - 3:28
17. When You're Gone con Pamela Anderson - 3:24
18. So Far So Good - 3:47
19. I'm Not the Man You Think I Am - 5:20

## Formazione
- Bryan Adams - Chitarra ritmica, voce, Co-produttore
- Keith Scott - Chitarra solista
- Tommy Mandel - Hammond organo
- Dave Taylor - Basso
- Mickey Curry - Batteria
- Brian Stanley - Basso
- Phil Nicholas - Tastiere
- Robbie King - Hammond organo
- Bill Payne - Pianoforte, Hammond organo
- Larry Klein - Basso
- Edward Shearmur - Tastiere
- The Tuck Back Twins - Cori
- Kirk McNally - Ingegnere del suono
- Andrew Catlin - Fotografo

## Classifiche

### Classifiche settimanali
| Classifica (2005)      | Posizione massima |
| ---------------------- | ----------------- |
| Austria                | 28                |
| Belgio (Fiandre)       | 13                |
| Canada                 | 4                 |
| Finlandia              | 39                |
| Germania               | 30                |
| Irlanda                | 48                |
| Italia                 | 34                |
| Norvegia               | 10                |
| Nuova Zelanda          | 16                |
| Portogallo             | 14                |
| Regno Unito            | 29                |
| Regno Unito (download) | 64                |
| Regno Unito (physical) | 29                |
| Scozia                 | 15                |
| Spagna                 | 24                |
| Stati Uniti            | 65                |
| Svezia                 | 5                 |
| Svizzera               | 39                |

### Classifiche di fine anno
| Classifica (2005) | Posizione massima |
| ----------------- | ----------------- |
| Regno Unito       | 89                |